# Lucius Cornelius Scipio (konsul 259 f.Kr.)
Lucius Cornelius Scipio (født ca. 300 f.Kr.) var en romersk statsmand og general, som var konsul i 259 f.Kr. under den Første Puniske Krig. Han havde ligeledes været censor. Han var søn af Lucius Cornelius Scipio Barbatus, som også selv havde været konsul og censor, og bror til Gnæus Cornelius Scipio Asina, som var konsul to gange. To af hans sønner (Publius Cornelius Scipio og Gnæus Cornelius Scipio Calvus) og tre af hans børnebørn (Scipio Africanus, Scipio Asiaticus og Scipio Nasica) blev også konsuler og var alle berømte generaler. Blandt disse fem mænd var den mest berømte Scipio Africanus.
Som konsul i 259 f.Kr. anførte han den romerske flåde i erobringen af Aleria og derefter Korsika, men mislykkedes i forsøget på at erobre Olbia på Sardinien. Fasti Triumphales optegnelser viser, at han blev tildelt en triumf, men to andre inskriptioner om hans karriere nævner det ikke. Året efter blev han valgt til censor med Gajus Duilius. Han blev efterfulgt af Gajus Sulpicius Paterculus som anden konsul.
Han dedikerede senere et tempel til Tempestates og placerede det nær Porta Capena.